# Emma Chambers
Emma Chambers (* 11. März 1964 in Doncaster, Yorkshire, England; † 21. Februar 2018 in Lymington, Hampshire) war eine britische Schauspielerin. Sie machte sich vor allem in den 1990er Jahren durch ihre Rollen in der Fernseh-Sitcom The Vicar of Dibley und der romantischen Filmkomödie Notting Hill einen Namen.

## Leben
Chambers spielte zuerst im Fernsehfilm The Rainbow (1988) sowie später in einigen Fernsehserien wie Martin Chuzzlewit (1994, neben Pete Postlethwaite) und How Do You Want Me? (1998–1999). In dieser Zeit spielte sie ebenfalls einige Theaterrollen. 
Ihre Rolle als Alice, die etwas tumbe, blonde doch liebenswerte Pfarrhausgehilfin an der Seite von Dawn French in der Sitcom The Vicar of Dibley (1994–1998, plus "Specials" 2004–2007) machte sie in der Anglosphäre bekannt. Zudem brachte ihr die Darstellung im  1998 den British Comedy Award ein. 
International bekannt machte sie die Rolle der Honey, der Schwester von William Thacker (gespielt von Hugh Grant) im Film Notting Hill (1999). Für diese Rolle wurde sie als Beste Nebendarstellerin für den Blockbuster Entertainment Award nominiert.
Eine größere Rolle spielte sie neben Nigel Hawthorne und Joan Collins in der Komödie The Clandestine Marriage (1999). Im Jahr 2005 trat sie neben zahlreichen Stars wie Rowan Atkinson, David Bowie, Eric Clapton, John Cleese und Robbie Williams in der Fernsehsendung Comic Relief: Red Nose Night Live 05 auf. Im Zeichentrickfilm The Wind in the Willows (1995) sprach sie neben Michael Palin und Vanessa Redgrave. Ihre Stimme war ebenfalls in den Zeichentrickserien Pond Life (1998–2000) und Little Robots (2005–2008) zu hören.
Seit 1991 war Chambers mit dem britischen Schauspieler Ian Dunn verheiratet. Chambers starb am 21. Februar 2018.

## Filmografie (Auswahl)
- 1988: The Rainbow
- 1994: Martin Chuzzlewit (Miniserie)
- 1994–2007: The Vicar of Dibley (Fernsehserie, 27 Folgen)
- 1995: The Wind in the Willows (nur Stimme)
- 1999: Notting Hill
- 1999: Bravo Two Zero – Hinter feindlichen Linien (Bravo Two Zero)
- 1999: The Clandestine Marriage